# Дејан Мак
Дејан Мак (Вршац, 1974) је српски књижевник који је добио награду  Мирослав Дерета за роман Бергдорф. Студирао је менаџмент 1998. у Паризу, а усавршавао француски језик на Сорбони.

## Књижевни рад
- Париска менажерија - роман (2005, КОВ, Вршац) награда листа Данас за најбољи дебитантски роман за ту годину
- Бергдорф (2014, Дерета) Књижевна награда Мирослав Дерета
- Привлачне утваре[3] - приповетке (2021, КОВ, Вршац)